# Joseph de Jussieu
 (août 2015).
Améliorez-le ou discutez des points à vérifier. 
Pour les autres membres de la famille, voir Famille de Jussieu.
Joseph de Jussieu, né le 3 septembre 1704 à Lyon et mort le 11 avril 1779 à Paris, est un botaniste français.

## Biographie
Frère de Bernard et d'Antoine de Jussieu, il étudie la médecine et les sciences naturelles à Lyon et à Paris. Il accompagne, en 1735, en tant que botaniste, Charles Marie de La Condamine, lors de l'expédition chargée de mesurer à l'équateur l'arc du méridien. Contrairement aux autres membres de cette expédition, il reste en Amérique du Sud, afin d'y continuer ses études naturalistes et d'essayer de retrouver les plantes décrites par le père Plumier. Il pratique la médecine philanthropique en soignant les Indiens de la variole par une méthode popularisée plus tard par Jenner et en fondant un hôpital pour les mineurs de Potosi[réf. nécessaire]. Il sillonne le Pérou et l'Équateur, prospecte longuement les rives du lac Titicaca. Il demeure au total trente-six ans en Amérique du Sud.
Le 24 décembre 1742, il est nommé adjoint botaniste pendant qu'il est en Amérique du Sud, puis associé botaniste le 29 mai 1743, enfin associé vétéran le 12 mai 1758. Comme le fait remarquer Nicolas de Condorcet dans son éloge de Jussieu, c'est un cas unique d'académicien des sciences n'ayant jamais paru devant l'assemblée et n'ayant publié aucun mémoire.
Joseph de Jussieu revient en France en 1771, malade, et meurt quelques années après sans avoir eu le temps d'écrire ses mémoires. Malgré la perte d'une grande partie de ses manuscrits et de ses collections, il a enrichi considérablement les herbiers du roi, aujourd'hui conservés au Muséum national d'histoire naturelle de Paris.
Il a ramené en France l'héliotrope du Pérou (Heliotropium peruvianum) et a grandement contribué à la connaissance du quinquina, arbre dont on extrait la quinine, décrite avant lui par La Condamine ; il aurait de plus découvert le caoutchouc et la coca.

## Publication
- [1737 / 1936] (la + fr) Descriptio Arboris Kinakina [« Description de l'arbre à Quinquina »] (mémoire inédit de Joseph de Jussieu (1737), traduction sous la direction de Frédéric-Jérôme Pancier), Paris, Société du traitement des quinquinas, 1936, 45 p., sur gallica (lire en ligne)[5].